# Mubadala Development
Mubadala Development Company är ett statligt emiratiskt investmentbolag baserat i Abu Dhabi. Det bildades i oktober 2002 och har hittills gjort investeringar inom områden som energi, telekom, rymdteknik, fordonsindustri, läkemedelsindustri samt varvsindustri.

## Exempel på ägande
- Ferrari (5%)[1]
- Spyker Cars (17%)